# Leucopogon propinquus
Leucopogon propinquus är en ljungväxtart som beskrevs av Robert Brown. Leucopogon propinquus ingår i släktet Leucopogon och familjen ljungväxter. Inga underarter finns listade i Catalogue of Life.